# Susan Blinks
Susan Blinks, född den 5 oktober 1957 i Washington, District of Columbia, är en amerikansk ryttare.
Hon tog OS-brons i lagtävlingen i dressyr i samband med de olympiska ridsporttävlingarna 2000 i Sydney.